# Кальчикский заказник
Кальчикский заказник (укр. Кальчицький заказник) — энтомологический заказник местного значения. Находится в Мариупольском районе Донецкой области возле села Шевченко. Статус заказника присвоен решением облисполкома № 652 от 17 декабря 1982 года. Площадь — 2 га. В Кальчикском заказнике гнездятся дикие пчёлы.